# Orodara
Orodara este un oraș din provincia Kénédougou, Burkina Faso.